# 索河畔梅尼勒
索河畔梅尼勒（法語：Ménil-sur-Saulx，法語發音：[menil syʁ so]）是法国默兹省的一个市镇，属于巴勒迪克区。

## 地理
索河畔梅尼勒（48°37'39"N, 5°13'2"E）面积12.03 平方千米，位于法国大東部大區默兹省，该省份为法国西北部内陆省份，北与比利时接壤，西接马恩省和阿登省，南至上马恩省和孚日省，东临默尔特-摩泽尔省。
与索河畔梅尼勒接壤的市镇（或旧市镇、城区）包括：索河畔勒布雄、索河畔达马里、富谢尔欧布瓦、佩尔图瓦地区瑞维尼、小楠村、斯坦维尔。

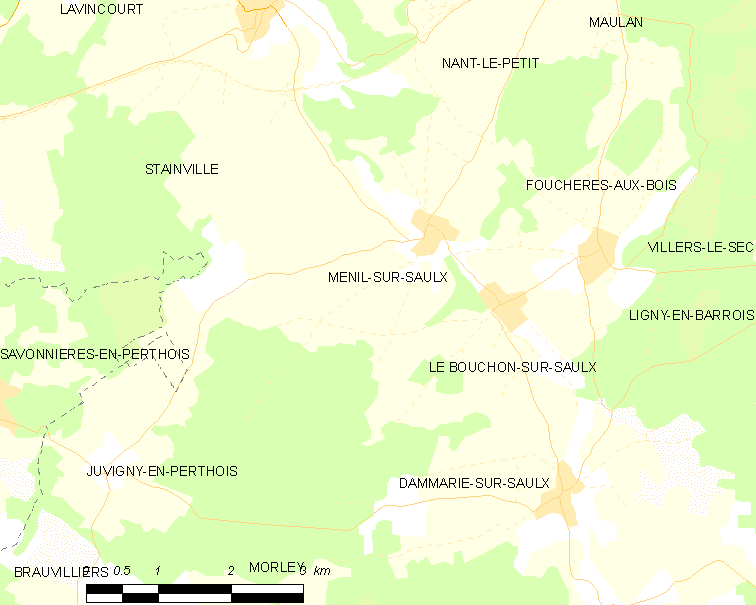
索河畔梅尼勒的OSM定位图

索河畔梅尼勒的时区为UTC+01:00、UTC+02:00（夏令时）。

## 行政
索河畔梅尼勒的邮政编码为55500，INSEE市镇编码为55335。

## 政治
索河畔梅尼勒所属的省级选区为利尼昂巴鲁瓦县。

## 人口

1962-2008年间索河畔梅尼勒人口变化图示

索河畔梅尼勒于2022年1月1日时的人口数量为245人。